# Esquí de fons als Jocs Olímpics d'hivern de 2006 - 30 quilòmetres persecució masculins
Als Jocs Olímpics d'Hivern de 2006 celebrats a la ciutat de Torí (Itàlia) es disputà una prova de 30 quilòmetres persecució d'esquí de fons en categoria masculina, que unida a la resta de proves conformà el programa oficial dels Jocs.
Aquesta prova es disputà el 12 de febrer de 2006 a les instal·lacions esportives de Pragelato.
Sobre un recorregut de 30 quilòmetres es realitzaren dues seccions de 15 quilòmetres cadascuna en estil clàssic i en estil lliure.

## Resum de medalles
| Or                | Argent      | Bronze                |
| Yevgeny Dementyev | Frode Estil | Pietro Piller Cottrer |

## Resultats

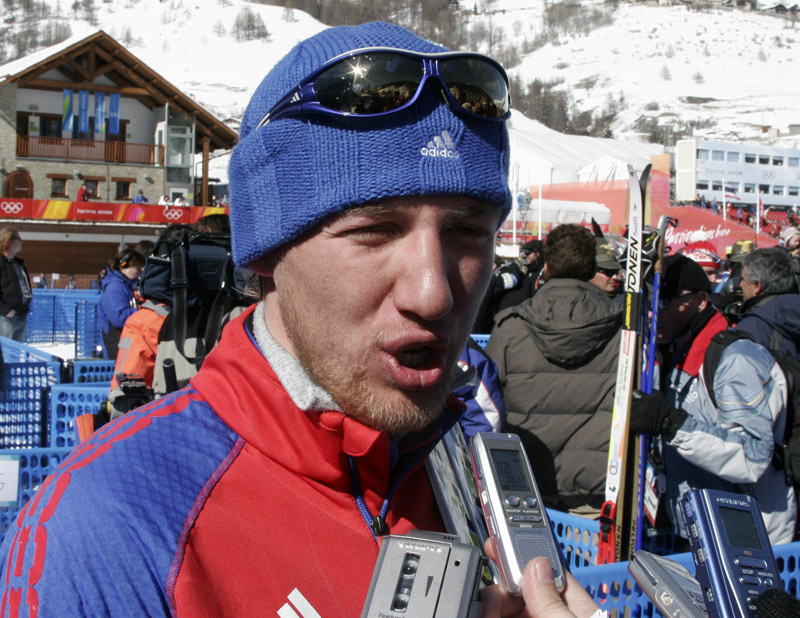
Yevgeny Dementyev, guanyador de la medalla d'or.

| Pos. | Nom                   | CON             | Temps        |
| ---- | --------------------- | --------------- | ------------ |
| 1    | Yevgeny Dementyev     | Rússia          | 1:17:00.8    |
| 2    | Frode Estil           | Noruega         | 1:17:01.4    |
| 3    | Pietro Piller Cottrer | Itàlia          | 1:17:01.7    |
| 4    | Giorgio Di Centa      | Itàlia          | 1:17:03.2    |
| 5    | Anders Södergren      | Suècia          | 1:17:04.3    |
| 6    | Vincent Vittoz        | França          | 1:17:07.5    |
| 7    | Mikhaïl Botvínov      | Àustria         | 1:17:08.5    |
| 8    | Martin Bajčičák       | Eslovàquia      | 1:17:08.7    |
| 9    | Maxim Odnodvortsev    | Kazakhstan      | 1:17:09.6    |
| 10   | Lukáš Bauer           | Txèquia         | 1:17:10.1    |
| 11   | Markus Hasler         | Liechtenstein   | 1:17:10.9    |
| 12   | Tobias Angerer        | Alemanya        | 1:17:12.5    |
| 13   | Ivan Babikov          | Rússia          | 1:17:17.2    |
| 14   | Jiří Magál            | Txèquia         | 1:17:21.7    |
| 15   | Mathias Fredriksson   | Suècia          | 1:17:23.1    |
| 16   | Fabio Santus          | Itàlia          | 1:17:25.5    |
| 17   | Tord Asle Gjerdalen   | Noruega         | 1:17:36.2    |
| 18   | Valerio Checchi       | Itàlia          | 1:17:37.8    |
| 19   | Kaspar Kokk           | Estònia         | 1:17:50.8    |
| 20   | Sami Jauhojärvi       | Finlàndia       | 1:17:58.1    |
| 21   | Martin Koukal         | Txèquia         | 1:18:09.6    |
| 22   | Jens Filbrich         | Alemanya        | 1:18:38.2    |
| 23   | Johan Olsson          | Suècia          | 1:18:47.9    |
| 24   | Ivan Bátory           | Eslovàquia      | 1:18:58.2    |
| 25   | George Grey           | Canadà          | 1:19:08.9    |
| 26   | Alexandre Rousselet   | França          | 1:19:17.0    |
| 27   | Jan Egil Andresen     | Noruega         | 1:19:29.8    |
| 28   | Anders Aukland        | Noruega         | 1:19:30.6    |
| 29   | Andrey Golovko        | Kazakhstan      | 1:19:34.3    |
| 30   | Jörgen Brink          | Suècia          | 1:19:35.3    |
| 31   | Vicente Vilarrubla    | Espanya         | 1:19:39.8    |
| 32   | Aivar Rehemaa         | Estònia         | 1:19:51.4    |
| 33   | Tero Similä           | Finlàndia       | 1:20:04.5    |
| 34   | Christophe Perrillat  | França          | 1:20:12.0    |
| 35   | Milan Šperl           | Txèquia         | 1:20:16.7    |
| 36   | Remo Fischer          | Suïssa          | 1:20:19.7    |
| 37   | Alexander Legkov      | Rússia          | 1:20:28.2    |
| 38   | Dan Roycroft          | Canadà          | 1:20:53.3    |
| 39   | Carl Swenson          | Estats Units    | 1:21:08.0    |
| 40   | Toni Livers           | Suïssa          | 1:21:08.2    |
| 41   | Katsuhito Ebisawa     | Japó            | 1:21:16.2    |
| 42   | Andrew Johnson        | Estats Units    | 1:21:16.8    |
| 43   | James Southam         | Estats Units    | 1:22:05.8    |
| 44   | Dmitrij Eremenko      | Kazakhstan      | 1:22:09.9    |
| 45   | Nejc Brodar           | Eslovènia       | 1:22:23.9    |
| 46   | Mikhail Gumenyak      | Ucraïna         | 1:22:24.6    |
| 47   | Zsolt Antal           | Romania         | 1:22:29.8    |
| 48   | Lars Flora            | Estats Units    | 1:22:31.2    |
| 49   | Roman Leybyuk         | Ucraïna         | 1:22:31.5    |
| 50   | Xia Wan               | R.P. de la Xina | 1:22:31.7    |
| 51   | Ivan Arteev           | Rússia          | 1:22:36.2    |
| 52   | Olexandr Putsko       | Ucraïna         | 1:22:37.6    |
| 53   | Michal Malak          | Eslovàquia      | 1:23:39.9    |
| 54   | Diego Ruiz            | Espanya         | 1:24:05.5    |
| 55   | Joze Mehle            | Eslovènia       | 1:24:13.6    |
| 56   | Drew Goldsack         | Canadà          | 1:24:14.3    |
| 57   | Alexander Batyuk      | Ucraïna         | 1:24:35.9    |
| 58   | Nobu Naruse           | Japó            | 1:25:21.3    |
| 59   | Reto Burgermeister    | Suïssa          | 1:25:49.9    |
| 60   | Andrey Kondroschev    | Kazakhstan      | 1:25:51.4    |
| 61   | Chris Jeffries        | Canadà          | 1:26:17.0    |
| 62   | Ren Long              | R.P. de la Xina | 1:26:26.4    |
| 63   | Mihai Galiceanu       | Romania         | 1:26:31.8    |
| 64   | Denis Klobucar        | Croàcia         | 1:27:16.4    |
| 65   | Sebahattin Oğlago     | Turquia         | 1:28:03.8    |
| —    | René Sommerfeldt      | Alemanya        | no finalitzà |
| —    | Emmanue Jonnier       | França          | no finalitzà |
| —    | Shunsuke Komamura     | Japó            | no finalitzà |
| —    | Park Byung Joo        | Corea del Sud   | no finalitzà |
| —    | Han Dawei             | R.P. de la Xina | no finalitzà |
| —    | Choi Im-Heon          | Corea del Sud   | no finalitzà |
| —    | Li Zhiguang           | R.P. de la Xina | no finalitzà |
| —    | Jung Eui Myung        | Corea del Sud   | no finalitzà |
| —    | Francesc Soulie       | Andorra         | no finalitzà |
| —    | Ivan Bariakov         | Bulgària        | no finalitzà |
| —    | Olli Ohtonen          | Finlàndia       | no sortí     |
| —    | Martin Tauber         | Àustria         | 1:17:28.6    |